# Праджелато
Праджела̀то (на италиански: Pragelato; на пиемонтски: Pragelà, Праджела, на окситански: Prajalats, Пражалатс) е община в Метрополен град Торино, регион Пиемонт, Северна Италия. Административен център е село Ла Руа (La Ruà), което е разположено на 1518 m надморска височина. Към 1 януари 2020 г. населението на общината е 770 души, от котио 204 са чужди граждани.